# Список умерших в 1173 году

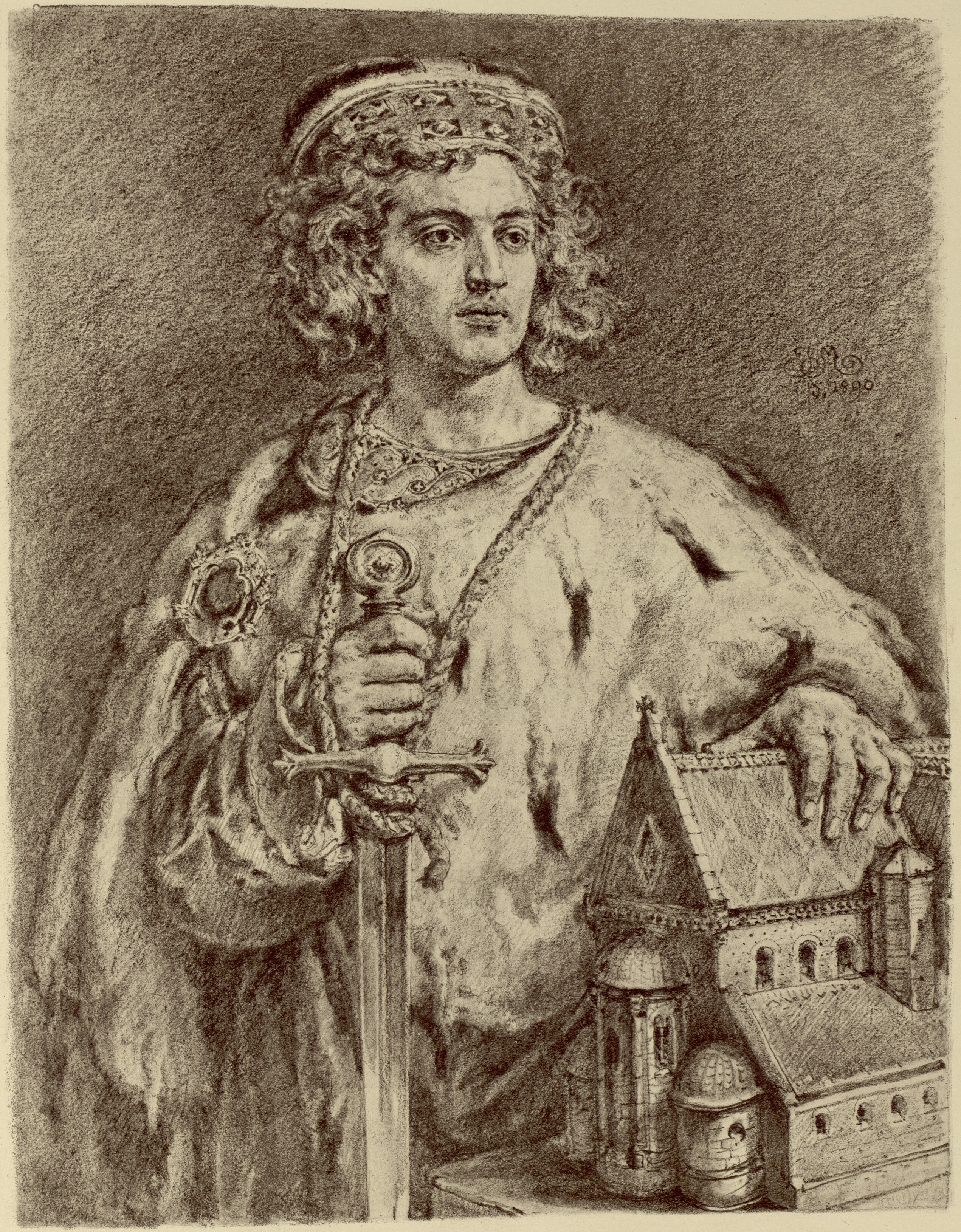
Болеслав IV Кудрявый

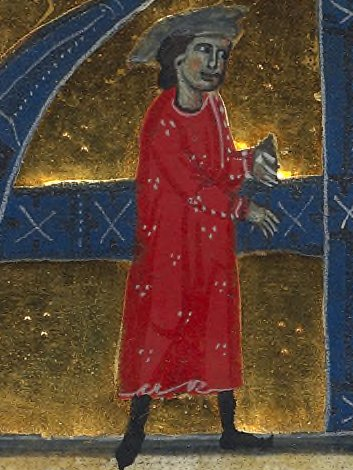
Раймбаут Оранский

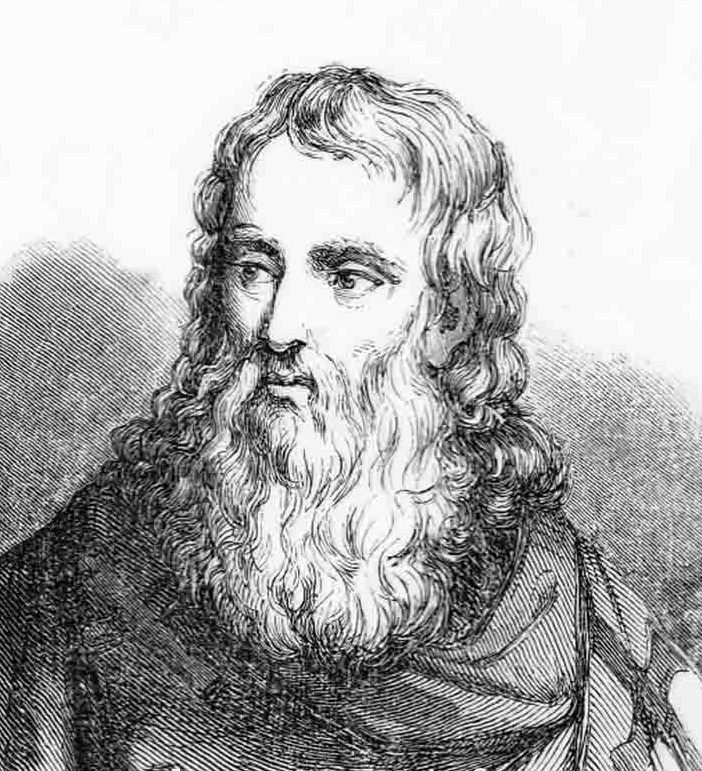
Нерсес IV

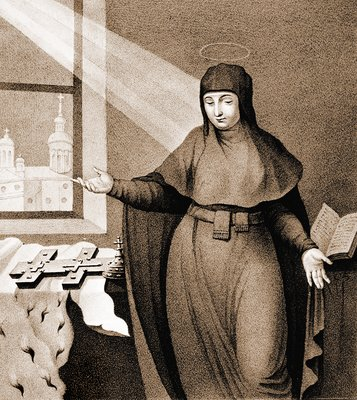
Евфросиния Полоцкая

В этой статье представлен список известных людей, умерших в 1173 году.
См. также: Категория:Умершие в 1173 году

## Январь
- 5 января — Болеслав IV Кудрявый, первый князь Мазовии (1138—1173), Великий князь Польши (1146—1173), князь Сандомира (с 1166).

## Март
- 10 марта — Ришар Сен-Викторский — французский философ и теолог
- 28 марта:
  - Мстислав Андреевич — сын Андрея Боголюбского;
  - Мухаммад ибн Марданис, последний правитель независимого тайфа Мурсия (1147—1172).

## Май
- 10 мая — Раймбаут Оранский — французский трубадур

## Июль
- 25 июля — Матье Эльзасский — граф Булони (1160—1173).

## Август
- 9 августа — Наджм ад-Дин Айюб ибн Шади — курдский военачальник и политический деятель из Двина, основатель династии Айюбидов и отец Салах ад-Дина.
- 13 августа — Нерсес IV — армянский католикос (1165—1173), поэт, музыкальный теоретик, композитор, философ, богослов и летописец. Святой армянской церкви.

## Октябрь
- 6 октября — Энгельберт III — маркграф Истрии (1124—1173), маркграф Тосканы (1135—1137)
- 15 октября — Петронила Арагонская — королева Арагона (1137—1164).

## Ноябрь
- 7 ноября — Ыйджон — правитель Корё (1146—1170), умер после свержения военными.
- 16 ноября — Уррака Энрикеш, принцесса, дочь Энрике, графа Португалии и Терезы Леонской, сестра короля Афонсу I.

## Декабрь
- 26 декабря — Людвиг I фон Виппра[нем.] — епископ Мюнстера (1169—1173)

## Дата неизвестна или требует уточнения
- Бенуа де Сент-Мор — французский поэт.
- Бурислев, претендент на шведский трон из Дома Сверкеров.
- Вениамин Тудельский — средневековый еврейский путешественник и писатель.
- Гуго де Бошан, английский аристократ, феодальный барон Абергавенни.
- Гуго VIII де Лузиньян, сеньор де Лузиньян и граф де Ла Марш (с ок. 1151).
- Евфросиния Полоцкая — инокиня и просветительница периода Древнерусского государства, святая православной церкви.
- Жералду Бесстрашный, португальский рыцарь, воин и народный герой Реконкисты.
- Жоффруа IV де Туар, виконт Туара (с 1151).
- Коль, претендент на шведский трон родом из Дома Сверкеров.
- Майлгун II ап Оуайн, четвёртый сын Оуайна, короля Гвинеда и его жены Гуладис верх Лливарх.
- Нарасимха I[англ.] — правитель Хойсала (1158—1173), освободивший своё государство от зависимости от Западных Чалукья.
- Онфруа III де Торон — 5-й лорд Трансиордании (1168—1173).
- Педро Альфонсо, астурийский магнат.
- Раджараджа Чола II[англ.] — правитель Чолы (1146—1173), строитель храма Айраватешвары.
- Ришар из Пуату, французский хронист и поэт, монах-бенедиктинец из клюнийского аббатства в Иль-д’Экс (Пуату), автор латинской «Хроники».
- Роджер де Клер — 2/3-й граф Хартфорд, лорд де Клер (1153—1173)
- Сентонж[англ.] — виконт Беарна (1171—1173).
- Сузани Самарканди, персидский поэт.
- Филипп фон Катценбоген[нем.] — епископ Оснабрюка (1141—1173)
- Фитц-Урс, Реджинальд[англ.] — франко-нормандский рыцарь, один из четырёх убийц Томаса Бекета.
- Анастасия Чарг, любовница галицкого князя Ярослава Владимировича Осмомысла; мать внебрачного сына князя — Олега Ярославовича.